# Pinarnegrillo
Pinarnegrillo ist ein Ort und eine Gemeinde (municipio) mit 96 Einwohnern (Stand: 2024) in der zentralspanischen Provinz Segovia in der Autonomen Region Kastilien-León. 

## Lage und Klima
Pinarnegrillo liegt in der kastilischen Meseta in ca. 855 m Höhe ungefähr 32 Kilometer (Fahrtstrecke) nordnordwestlich der Provinzhauptstadt Segovia. Das Klima ist gemäßigt bis warm; Regen (ca. 480 mm/Jahr) fällt mit Ausnahme der trockenen Sommermonate übers Jahr verteilt.

## Bevölkerungsentwicklung
| Jahr      | 1970 | 1981 | 1991 | 2001 | 2011 | 2021 |
| Einwohner | 326  | 231  | 216  | 169  | 129  | 90   |

## Sehenswürdigkeiten

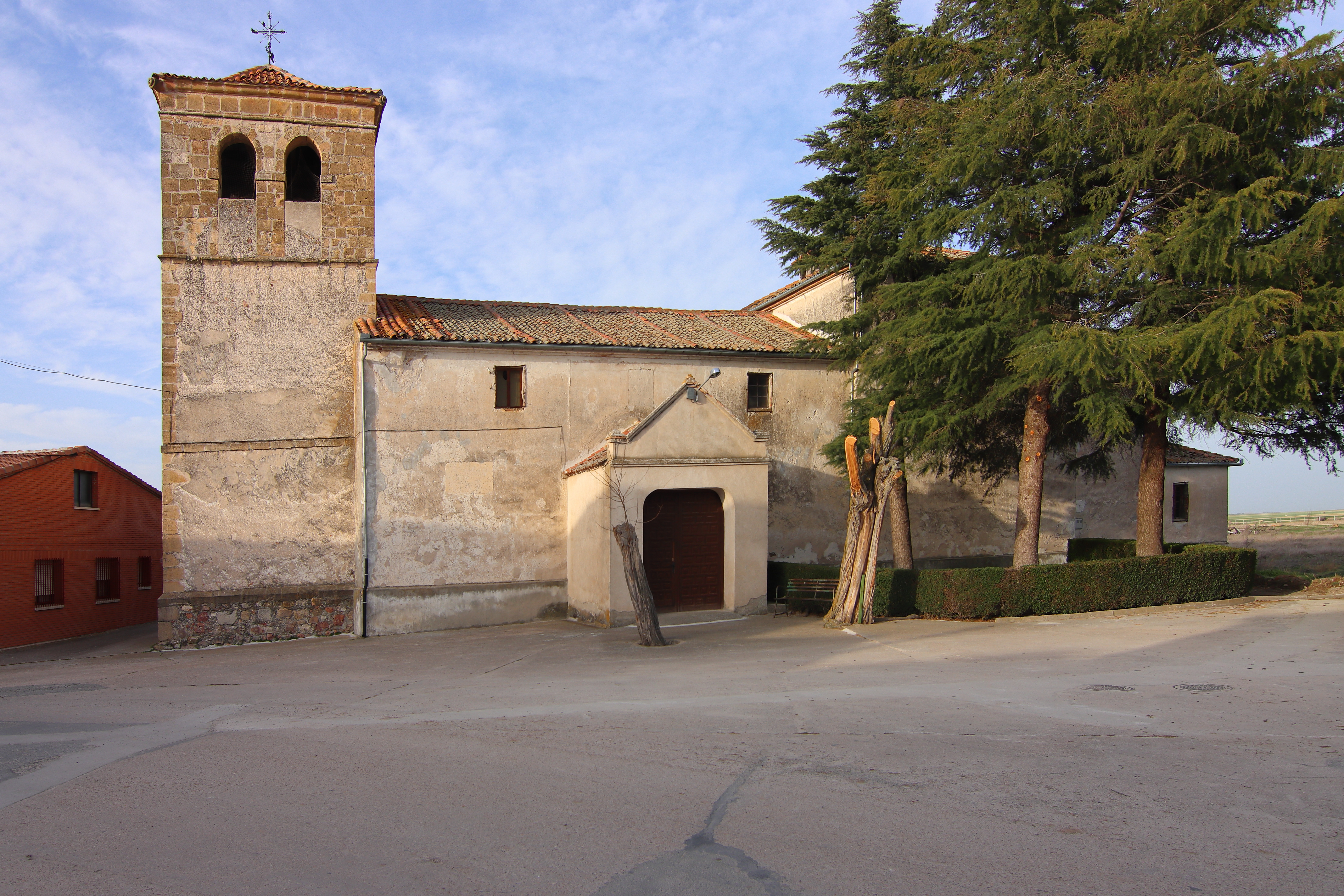
Nikolauskirche
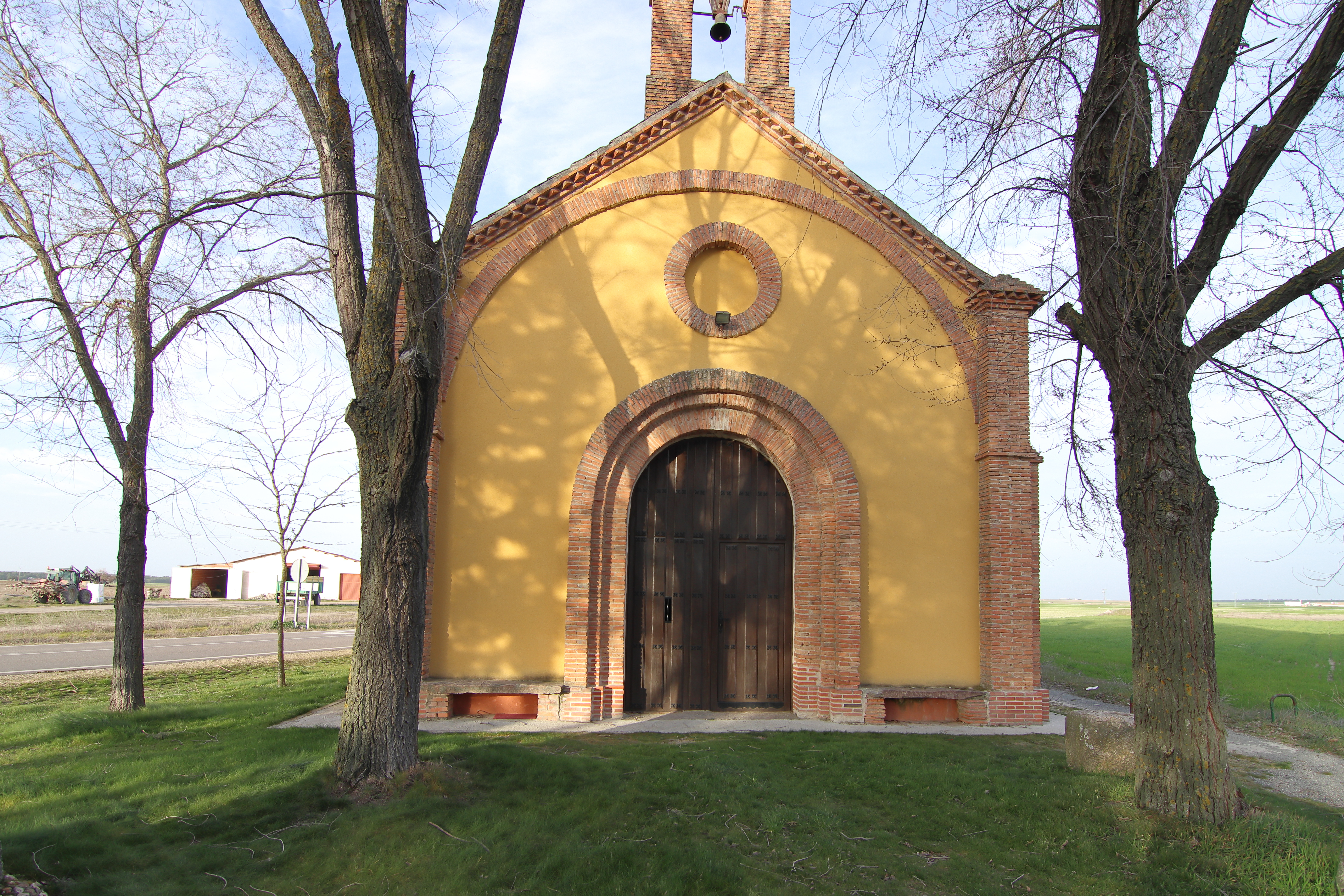
Christuskapelle
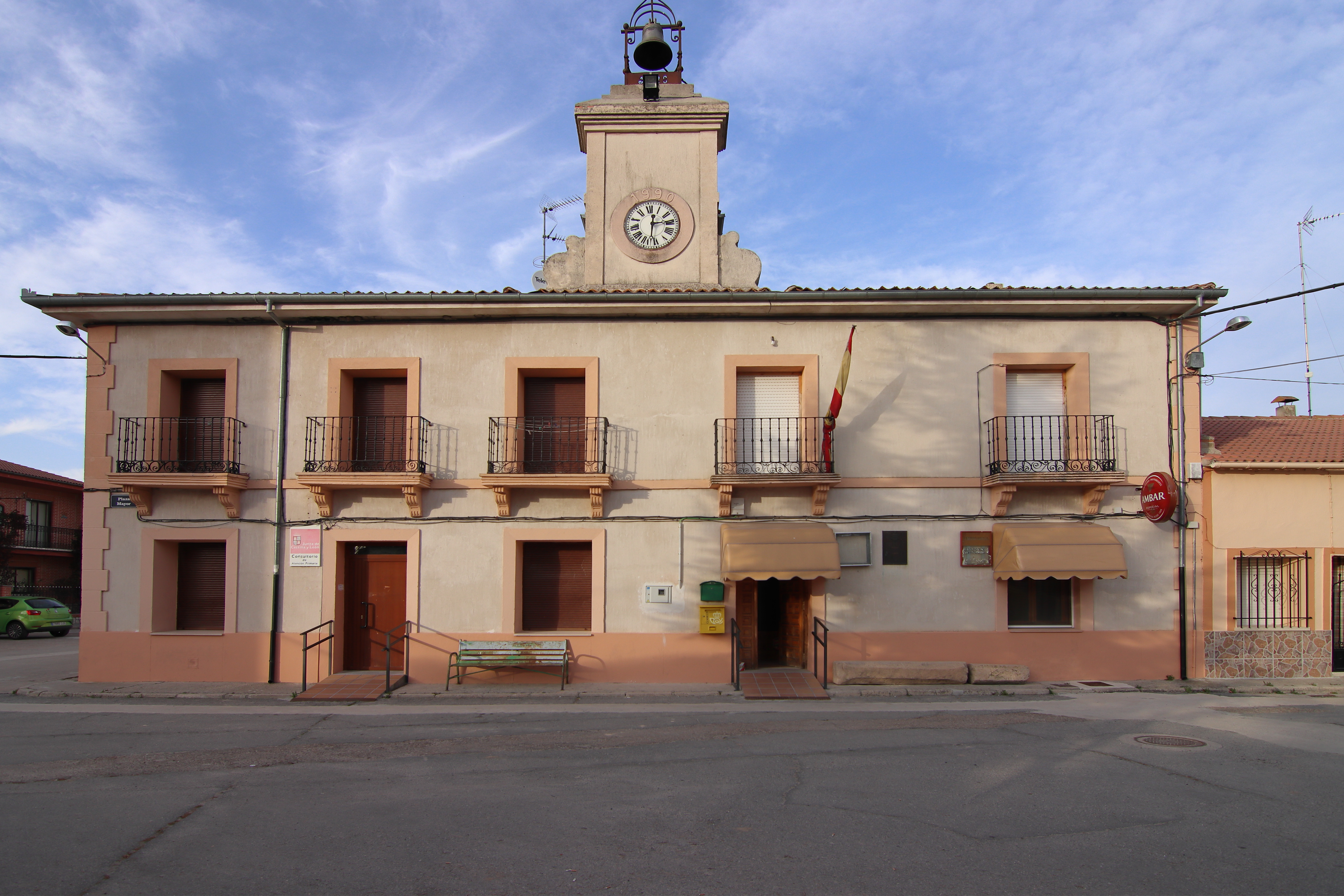
Rathaus

- Nikolauskirche
- Christuskapelle
- Rathaus